# سیاست ابهام‌آفرینی تعمدی
در روابط بین‌الملل، سیاست ابهام‌آفرینی تعمدی اصطلاحی است که اشاره به اتخاذ آگاهانه مواضع مبهم و دوپهلو در مورد مسئله‌ای خاص دارد. برخی کشورها در سیاست خارجی خود، برای ایجاد بازدارندگی توأم با جلوگیری از تحریک کشورهای متخاصم خود، از این روش استفاده می‌کنند. در تنظیم قراردادهای بین‌المللی نیز گاهی از این روش برای سودبردن بیشتر از قرارداد استفاده می‌شود. این سیاست ذاتاً خطرناک و پرریسک است و بعضاً می‌تواند برای منافع ملی مخرب باشد.
موضع اسرائیل در مورد داشتن یا نداشتن سلاح هسته‌ای، از مثال‌های مشهور استفاده از این سیاست در صحنه بین‌المللی است.

## یادکرد منابع
1. ↑  Benson and  Niou.
2. ↑  Fischhendler.
3. ↑  Benson and  Niou.
4. ↑  Fischhendler.
5. ↑  Cimbala.